# Мелетий Спандонидис
Мелетий (на гръцки: Μελέτιος, Мелетиос, на сръбски: Мелетије, Мелетие) е гръцки духовник, рашко-призренски митрополит на Цариградската патриаршия от 1854 до 1895 година.

## Биография
Роден е в Сяр със светското име Мелетиос Спандонидис (на гръцки: Μελέτιος Σπανδωνίδης) на 28 юни 1824 година. Замонашва се в Бунаския манастир на 21 ноември 1837 година. На 11 януари 1838 година е ръкоположен за дякон. Запознава се с митрополит Неофит Драмски, който от 1836 до 1838 година е наместник на Сярската епархия. През 1842 година Неофит е преместен в Деркоската епархия и той го взима със себе си като протосингел. После в 1849 година завършва Халкинската семинария.
На 14 март 1854 година Мелетий е ръкоположен за рашко-призренски митрополит – последният грък на поста. Оценките му за дейността му в Призрен са противоречиви. Милойко Веселинович и Петър Костич хвалят работата му, като Костич казва, че Мелетий „не е фанатичен грък“, докато Бранислав Нушич казва, че Мелетий се грижил само за събиране на владичината, а Панта Сречкович твъдчи, че „обичал да гуляе и да се забавлява с циганки“. Един косовски историк пише:
| „ | Владиката Мелетий, грък по народност, беше лаком за пари, а грижата за църквата и сръбския народ - му беше девета дупка на кавала. Ако може още малко да напълни кесията със злато, той не би пропуснал и най-сиромашката сръбска къща... чак и църквите плячкосваше. | “ |

Митрополит Мелетий пристига в Призрен през март 1854 година. Мелетий подкрепя сръбската просвета, но иска да се чете Светото писмо на църковнославянски, а не на модерен сръбски език. На 1 октомври 1871 година с неговата благословия е отворена Призренската семинария. Построена е и новата църква „Свети Георги“. В 1861 — 1862 г. е в Цариград като член на Синода или наместник на патриаршеския престол - 1863 година. На 12 май 1863 г. осветява църквата „Свети Василий“ в Горна Сърбица (под Призрен). На 10 юли 1864 година тръгва от Цариград към епархията си. От 1871 до 1874 г. отново е в Цариград. През останалото време пътува из епархията. В 1891 - 1892 г. е в Шкодра, в 1893 г. - в Гиляне. На всеки Великден моли пашата в Призрен да пусне затворниците християни, за да могат да отидат на литургия и после на обяд при него. Построява митрополия в Прищина и подарява на тамошната църква къща, в което дълги години се помещава сръбското консулство. Подарява на Белградската семинария 180 златни турски лири за усъвършенстване на църковното пеене. В 1894 г. крал Александър Обренович му връчва орден „Свети Сава“ I степен.
Умира на 27 август 1895 година в Призрен и е погребан в църквата „Свети Георги“. За негов заместник като митрополит е определен драчкият митрополит Висарион, който обаче не е приет от сръбското население.